# Rafael Bello Peguero
Rafael Bello Peguero (* 1. Dezember 1932 in Baní; † vor oder am 3. November 2022) war ein dominikanischer Theologe.
Bello Peguero studierte an der Universidad Autónoma de Santo Domingo Medizin und Philosophie und erlangte in beiden Fächern (1956 und 1970) den Doktorgrad. Außerdem absolvierte er an der Universidad Pontificia de Salamanca ein Theologiestudium. In seiner Studienzeit leitete er den Chor des Convento de los Dominicos an der Kathedrale von Santo Domingo. 1966 wurde er zum Priester geweiht und hatte danach verschiedene kirchliche Positionen inne, u. a. als Kanzler der Erzdiözese Santo Domingo, Pfarrer der Kathedrale von Santo Domingo und Kaplan des Templo del Palacio Nacional und am Hospital Padre Billini. Außerdem war er Mitglied des Verwaltungsrates des Museo de las Casas Reales.
Neben seinen Doktor- bzw. Lizenziatsarbeiten (Influencia de la personalidad en algunas manifestaciones alérgicas im Fach Medizin, Contribución de algunos escolásticos a la Psicología im Fach Philosophie sowie La Música en la Pastoral litúrgica después del Concilio Vaticano I und La Diócesis-Arquidiócesis de Santo Domingo. Sus pastores im Fach Theologie) gab er Documentos del Vicariato Castrense de la República Dominicana (1972), Cofradía de Nuestra Señora del Carmen (1974) und die Obras del Padre Castellanos (ab 1975) heraus.